# Крутских, Борис Андреевич
Борис Андреевич Крутских (24 августа 1929—2011) ― советский и российский учёный-океанолог, доктор географических наук, полярник, директор Арктического и антарктического научно-исследовательского института (1981—1992).

## Биография
Родился 24 августа 1929 года.
В ААНИИ начал работать в 1954 году. Трудился в посёлке Тикси (Якутская АССР). Здесь он стал одним из инициаторов основания Арктических научно-исследовательских обсерваторий — филиалов ААНИИ. Эти обсерватории были организованы в 1955 году.
В 1957 году поступил в аспирантуру ААНИИ, после окончания которой в 1960 году успешно защитил кандидатскую диссертацию. После этого он начал работать в Певекской арктической обсерватории старшим научным сотрудником. В 1964 году перешёл на работу в отдел Ледовых прогнозов ААНИИ.
В 1968 году стал заместителем директора по научной работе в Арктике. В 1981 году назначен директором ААНИИ.

## Научная деятельность
В течение 25 лет являлся организатором научные исследования Арктики и Антарктики. В этом качестве он возглавлял руководил и активно участвовал в научных исследованиях своего института. Во многом благодаря ему ААНИИ получил мировую известность.
В 1980 году защитил докторскую диссертацию на тему «Основные закономерности изменчивости режима арктических морей в естественных гидрологических периодах». С 1993 года стал работать главным научным сотрудником в отделе ледового режима и прогнозов института.
Главной областью его научных интересов лежали в области гидрометеорологического обеспечения промышленно-транспортных задач в полярных районах. Принимал активное участие в экспедициях своего института. Руководил несколькими арктическими и антарктическими экспедициями, где провёл в общей сложности более десяти лет.

## Семья
Супруга — Елена Васильевна. В семье родилось двое дочерей.

## Награды и звания
- Орден Ленина
- Орден Октябрьской Революции
- Орден Трудового Красного Знамени
- Орден «За заслуги перед Отечеством» IV степени
- Медаль «За доблестный труд»
- Медаль «300 лет Российскому флоту»
- Нагрудный знак «Почётный Полярник»
- Нагрудный знак «Почётный работник Гидрометеослужбы России».